# Адвокат дьявола (фильм)
«Адвока́т дья́вола» (англ. The Devil’s Advocate) — мистический триллер Тейлора Хэкфорда по одноимённому роману Эндрю Найдермана (1997).
Фильм получил премию «Сатурн» в номинации «Лучший фильм ужасов».

## Сюжет
Молодой, но уже известный своими победами адвокат Кевин Ломакс добивается во флоридском суде оправдания учителя Гетиса, обвиняемого в домогательствах к школьницам, хотя понимает, что Гетис виновен. После этого он получает предложение от юридической корпорации Джона Милтона, специализирующейся на защите интересов состоятельных клиентов. Кевин вместе с женой Мэри-Энн переезжает в Нью-Йорк, получает огромную зарплату и роскошную квартиру.
Милтон, оказавшийся приветливым и обаятельным жизнелюбом, явно благоволит Кевину. Работа идёт успешно: Кевина продвигают на место младшего партнёра фирмы. Препятствия исчезают, зачастую при странных обстоятельствах: на процессе колдуна Филиппа Моэса обвинитель на суде лишается дара речи, заместитель Милтона Эдди Барзун, пытавшийся угрожать обнародованием компромата на шефа, неожиданно погибает; агент Уивер, ведущий расследование торговых операций корпорации Милтона, сразу после разговора с Кевином попадает под машину.
Кевин с головой уходит в работу и не замечает, что Мэри‑Энн, которая была рада его успеху и возможности зажить в Нью-Йорке на широкую ногу, мучают страхи, ревность и пугающие видения. К тому же он увлекается коллегой Кристабеллой Андреоли, которая явно заигрывает с Кевином... Приехавшая погостить мать Кевина, строгая баптистка Элис Ломакс, едва увидев Милтона, тут же уезжает, упрашивая сына бросить Нью-Йорк, сравнивает его с Вавилоном и делится нехорошими предчувствиями. Мэри-Энн мечтает о детях, но однажды видит ребёнка, держащего в руках окровавленную матку. Ей диагностируют бесплодие и она впадает в депрессию.
Кевину поручают защиту строительного магната Каллена, обвиняемого в тройном убийстве: своей жены, пасынка и горничной. Кевин практически не появляется дома, несмотря на состояние Мэри-Энн. Милтон предлагает Кевину взять отпуск и ухаживать за женой, но тот отказывается, желая довести до победы такое крупное дело. Ломакс готовит к допросу секретаршу Каллена, которая утверждает, что у них было любовное свидание во время убийства, ему очевидно, что она лжёт, но он не отступает. Каллена оправдывают. Выйдя из суда, Кевин узнает, что Мэри-Энн пропала из дома. Кевин находит её в церкви, всё её тело покрыто ранами, она заявляет, что их оставил Милтон, она занималась с ним сексом. Кевин не верит, поскольку Милтон был в суде с ним. Он отвозит жену в больницу, мать Кевина снова прилетает к сыну и невестке. Несмотря на все попытки поддержать её Мэри-Энн кончает жизнь самоубийством практически перед Кевином. Неожиданно Элис начинает вспоминать события 33-летней давности: она не первый раз в Нью-Йорке, она уже была в этом городе в 1964-м году на съезде баптистской молодежи. В христианской гостинице она познакомилась с вежливым, тактичным и набожным официантом, который и стал отцом Кевина. Больше она никогда не видела его, но, приехав к сыну и невестке, узнала его в Милтоне. Кевин отправляется к Милтону. Неестественность происходящего подчёркивается тем, что городские улицы, обычно забитые людьми и транспортом, совершенно пусты.
Кевин обвиняет Милтона в смерти жены и стреляет в него, но тот оказывается неуязвим. Милтон признаёт, что он Дьявол и настоящий отец Кевина, однако он никогда не управлял поступками сына, так что за всё, что с ним и Мэри-Энн произошло, Кевин должен винить только себя и своё тщеславие: он принес свои отношения и саму Мэри-Энн в жертву своим амбициям, несмотря на то, что Кевину напрямую предлагали остановиться и позаботиться о жене. Дьявол рассказывает, что специально выбрал профессию адвоката — защитника негодяев, мошенников, убийц и насильников; он хочет под конец тысячелетия привести в мир Антихриста, родителями которого должны стать Кевин и Кристабелла Андреоли — единокровные брат и сестра. Кристабелла уже здесь, она ждёт Кевина, чтобы заняться с ней мистическим сексом... В последний момент Кевин находит единственный доступный путь сопротивления — достаёт пистолет и пускает пулю себе в голову. Милтон приходит в ярость, всё вокруг вспыхивает огнём, Кристабелла погибает и рассыпается в прах. 
...Кевин приходит в себя во время перерыва суда по делу Гетиса и понимает, что получил шанс изменить случившееся. Он отказывается защищать педофила, хотя скандал в суде, возможно, поставит крест на его адвокатской карьере. Журналист Ларри умоляет Кевина дать интервью: «Адвокат, которого мучит совесть — это сенсация! Я сделаю тебя звездой!». Кевин, поколебавшись, соглашается, и по его лицу видно, что перспектива известности ему нравится. Кевин и Мэри-Энн уходят, а Ларри превращается в Милтона. «Определённо… Тщеславие — мой самый любимый из грехов», — говорит Милтон с улыбкой.

## В ролях
В фильме задействовано свыше 90 актёров, не считая актёров массовки.
| Актёр                 | Роль                 |
| --------------------- | -------------------- |
| Киану Ривз            | Кевин Ломакс         |
| Аль Пачино            | Джон Милтон, Люцифер |
| Шарлиз Терон          | Мэри-Энн Ломакс      |
| Конни Нильсен         | Кристабелла Андреоли |
| Джеффри Джонс         | Эдди Барзун          |
| Джудит Айви           | Элис Ломакс          |
| Тамара Тюни           | Джекки Хит           |
| Крэйг Т. Нельсон      | Александр Каллен     |
| Рубен Сантьяго-Хадсон | Лаймон Хит           |
| Дебра Монк            | Пэм Гаррети          |
| Вито Руджинис         | Митч Уивер           |
| Хезер Матараццо       | Барбара              |

## Гонорары
Отклонив предложение сняться в продолжении «Скорости», Киану Ривз предпочёл сняться в фильме «Адвокат дьявола» вместе с Аль Пачино за тот же гонорар, составивший 8 000 000 $.

## Судебный иск и «вторая редакция»
После выхода фильма скульптор Фредерик Харт предъявил иск компании «Warner Brothers» на основании того, что большое скульптурное панно на стене пентхауса Джона Милтона является точной копией его работы «Ex Nihilo», находящейся в портале Вашингтонского кафедрального собора Епископальной церкви США. В феврале 1998 года в рамках судебного урегулирования конфликта компания обязалась выплатить скульптору авторский гонорар за уже выпущенные 475 000 копий картины, а в остальных копиях эта скульптура должна быть удалена из фильма (несмотря на то, что это ожившее в финале панно, видимое за весь фильм в течение почти 20 минут). В новой версии фильма скульптуру заменили на абстрактную скульптуру и панно из настоящих человеческих тел.

## Награды
- Премия «Сатурн» — Лучший фильм ужасов
- Номинация на Премию канала «MTV» — Лучший злодей (Аль Пачино)

### Премия Би-би-си
- Лучший дубляж (Владимир Ерёмин, озвучивавший Аль Пачино)[4][5].

## Съёмочная группа
- Режиссёр: Тейлор Хэкфорд
- Сценаристы: Джонатан Лемкин, Тони Гилрой по роману Эндрю Найдермана
- Оператор: Анджей Бартковяк
- Композитор: Джеймс Ньютон Ховард

## Коммерческий успех
В премьерный уикенд Адвокат дьявола в американском прокате собрал $12 170 536 и занял второе место по сборам. Всего фильм собрал в США $60 944 660. Общая касса составила 152,9 млн.